# Vilarinho do Monte
Vilarinho do Monte ist ein Ort und eine ehemalige Gemeinde (Freguesia) im portugiesischen Kreis Macedo de Cavaleiros. In ihr leben 67 Einwohner (Stand 30. Juni 2011). Im Zuge der Gebietsreform vom 29. September 2013 wurde sie mit der Gemeinde Ala zur neuen Gemeinde União das Freguesias de Ala e Vilarinho do Monte zusammengelegt.